# Bolckow
Bolckow és una població dels Estats Units a l'estat de Missouri. Segons el cens del 2000 tenia 234 habitants.

## Demografia
Segons el cens del 2000, Bolckow tenia 234 habitants, 89 habitatges, i 64 famílies. La densitat de població era de 282,3 habitants per km².
Dels 89 habitatges en un 37,1% hi vivien nens de menys de 18 anys, en un 53,9% hi vivien parelles casades, en un 9% dones solteres, i en un 27% no eren unitats familiars. En el 21,3% dels habitatges hi vivien persones soles el 4,5% de les quals corresponia a persones de 65 anys o més que vivien soles. El nombre mitjà de persones vivint en cada habitatge era de 2,63 i el nombre mitjà de persones que vivien en cada família era de 3,05.
Per edats la població es repartia de la següent manera: un 28,2% tenia menys de 18 anys, un 12,8% entre 18 i 24, un 28,2% entre 25 i 44, un 20,9% de 45 a 60 i un 9,8% 65 anys o més.
L'edat mediana era de 32 anys. Per cada 100 dones de 18 o més anys hi havia 107,4 homes.
La renda mediana per habitatge era de 26.250 $ i la renda mediana per família de 29.063 $. Els homes tenien una renda mediana de 25.000 $ mentre que les dones 22.083 $. La renda per capita de la població era de 13.028 $. Entorn del 12,5% de les famílies i el 15,5% de la població estaven per davall del llindar de pobresa.

## Poblacions més properes
El següent diagrama mostra les poblacions més properes.